# Кэмпбелл, Даррен
Даррен Эндрю Кэмпбелл (англ. Darren Andrew Campbell; род. 12 сентября 1973, Мосс-Сайд, Ланкашир) — британский бегун на короткие дистанции, который специализировался на дистанции 100 метров. Серебряный призёр олимпийских игр 2000 года в беге на 200 метров. Олимпийский чемпион 2004 года в эстафете 4×100 метров. Действующий рекордсмен Европы в эстафете 4×100 метров. Бронзовый призёр чемпионата мира 2003 года. Многократный чемпион и призёр чемпионатов Европы. Победитель Игр Содружества в эстафете 4×100 метров в 1998 и 2002 годах.
Был в составе сборной Великобритании на олимпийских играх в Атланте, где бежал эстафету 4×100 метров, но не смог выйти в финал. В 2000 году на играх в Сиднее бежал также дистанцию 100 метров, на которой занял 6-е место.
Личный рекорд на дистанции 100 метров — 10,04.